# Castlemaine (Australia)
Castlemaine – miasto w Australii, w stanie Wiktoria.